# Piet Oudolf
Piet Oudolf (* 27. Oktober 1944 in Haarlem) ist ein niederländischer Landschaftsgärtner.

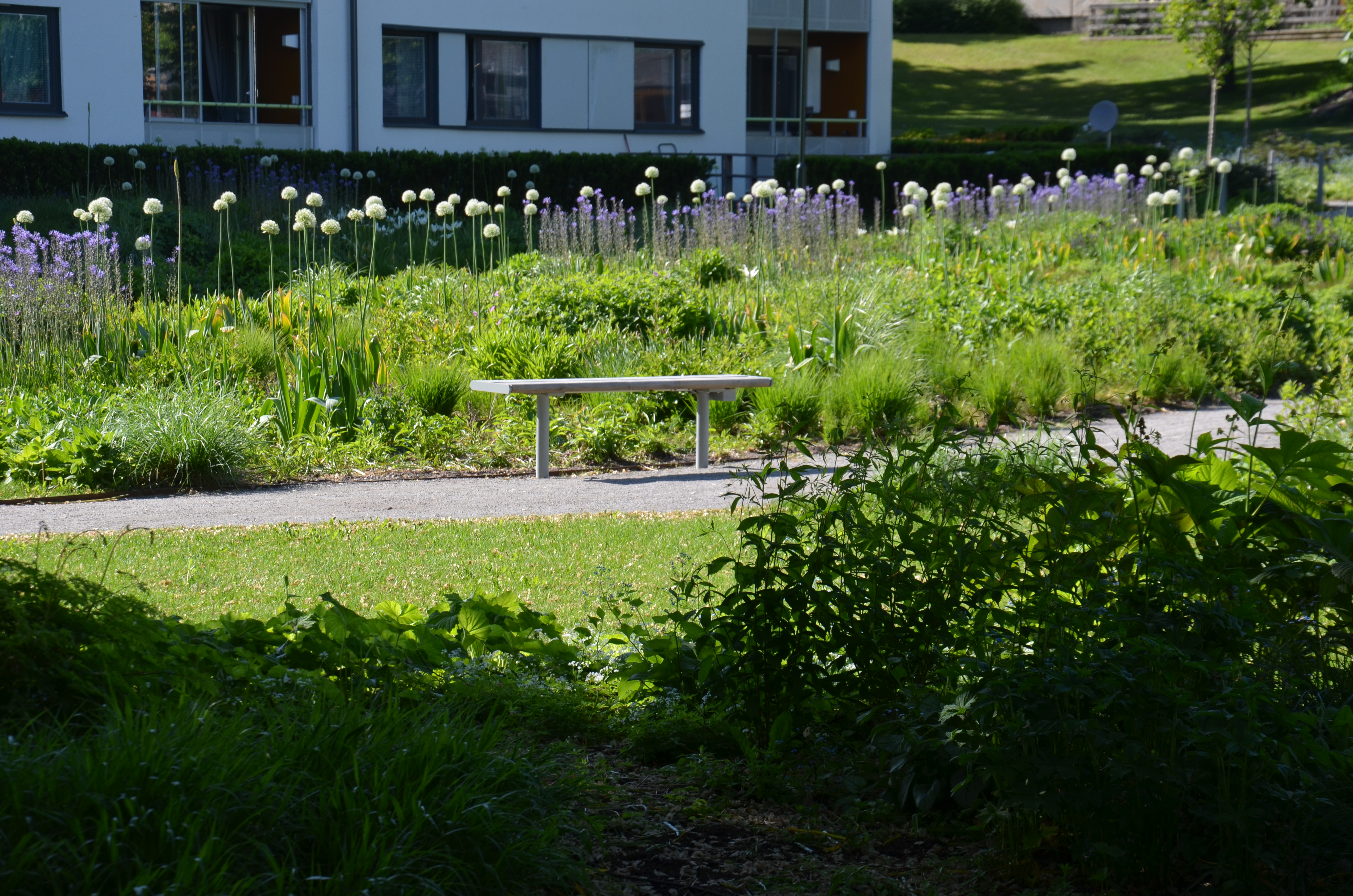
Park auf Skärholmen, Stockholm

## Leben
Piet Oudolf arbeitete ursprünglich im Restaurant seiner Eltern als Kellner und Barkeeper, später als Fischhändler und Stahlarbeiter. Im Alter von 25 Jahren begann er für einen Gartengestalter zu arbeiten und entwarf schließlich selbst Gärten. 1977 gründete er zusammen mit seiner Frau Anja in Haarlem eine Firma für Gartengestaltung und die Firma Future Plants, die Zierpflanzen für Parks und Grünanlagen züchtet. Ein Besuch bei Beth Chatto in Essex ermutigte ihn, selbst eine Gärtnerei zu betreiben. Das Ehepaar eröffnete 1982 in Hummelo in Gelderland die Ziergärtnerei De Koesterd. Pflanzen bezogen sie zunächst von Ernst Pagels in Ostfriesland und von Beth Chatto. Später unterhielt Oudolf eigene Versuchsfelder, die von einem örtlichen Landwirt bewirtschaftet wurden, und sammelte auf dem Balkan Pflanzensamen.
Der Betrieb wurde am 15. November 2010 geschlossen. Seitdem arbeitet Oudolf nur noch als Gartengestalter. Oudolf und seine Frau lebten zeitweise in einem Bauernhaus aus den 1850er Jahren, das sie renovierten. Der Garten seines Privathauses in Hummelo 30 km westlich von Arnheim kann seit dem 28. Oktober 2018 nicht mehr besichtigt werden.

## Stil
Oudolf war zunächst stark von Mien Ruys beeinflusst, wandte sich um 1990 aber einem mehr naturnahen Stil zu („New wave planting“). Die Prärie-Pflanzungen des nordamerikanischen New-Perennial Style von Wolfgang Oehme, und ökologische Gärten im Schau- und Sichtungsgarten Hermannshof in Weinheim und Weihenstephan standen hier Pate. Unter den Gartengestaltern, die ihn beeinflusst haben, nennt Oudolf vor allem Karl Foerster, aber auch Rob Leopold, Henk Gerritsen, Cassian Schmidt und Dan Pearson.
Der Hesmerg-Garten steht am Übergang zwischen Oudolfs frühem und späterem Stil. Sein jetziger Stil wird als „Neuer Naturalismus“ (New Naturalism) beschrieben. Er führt Rick Darkes „The Encyclopedia of Grasses for livable Landscapes“ als sein Lieblingsbuch an. John Brookes ordnet ihn in die Tradition Karl Foersters ein.
Oudolf setzt in seinen Gärten vor allem Gräser und Stauden ein. Gräser bringen für ihn Spontanität und Wildheit in den Garten. Er sieht einen Garten nicht als Dekoration, sondern als Prozess. Seine Gärten sollen das ganze Jahr über wirken, auch im Winter. Generell wirken seine Gärten im Spätsommer und Herbst am besten.
Stauden mit dramatischen Samenköpfen werden daher bevorzugt angepflanzt und im Herbst nicht zurückgeschnitten, auch der Verfall von Pflanzen dient ihm als Gestaltungselement. Blütenpflanzen stehen nicht notwendigerweise im Vordergrund, aber Oudolf legt großen Wert auf abgestimmte Farben. Obwohl Oudolf Farben für weniger wichtig hält als Struktur, sind seine Gärten meist an den charakteristischen Kombinationen aus Lila, Purpur und Orange sowie den verschiedenen Brauntönen zu erkennen.
Oudolf interessiert sich dafür, wie ein Garten als Ökosystem funktioniert, und wie natürliche Pflanzengesellschaften hier nachgeahmt werden können. Farbe hält er dabei für nebensächlich.
Er verwendet auch formale beschnittene Hecken aus Eiben oder Buchsbaum im neo-formalistischen Stil, die allerdings oft einen wellenförmigen Abschluss haben (Hummelo, Thews-Garten) und dadurch lockerer wirken. Dieser Stil wird inzwischen bis zum Überdruss nachgeahmt. In Hummelo pflanzte er auch Säulen aus beschnittenen Eiben, im Boon-Garten große Blöcke von präzise beschnittener Eibe. Roy Strong nannte diesen Stil „windschiefes Barock“. Inzwischen hat Oudolf sowohl die zentralen Eibenhecken (1996) als auch die wellenförmigen Hecken am Ende des Gartens entfernt und den Rasen durch Rabatten mit einjährigen Pflanzen ersetzt (2003).
Sein erster englischer Garten entstand 1996 in Bury Court im nördlichen Hampshire als Schaugarten von John Cokes Gärtnerei Green Farm Plants. Er sollte den Kunden die Vielfalt der angebotenen Pflanzen und deren Verwendungsmöglichkeiten vor Augen führen. Dadurch ist der Garten sehr unüblich für Oudolf, da er viel mehr verschiedene Arten enthält, als er gewöhnlich in seinen neueren Arbeiten verwendet. Der Garten enthält einen Teich und einen kleinen Kiesgarten. Der Garten war für englische Verhältnisse ungewöhnlich, da er sehr viele Gräser enthielt – Miscanthus, Rasen-Schmiele und das Federgras Stipa gigantea. Für Tim Richardson markiert er den Augenblick, in dem die richtungsweisende Strenge des Modernismus durch die Verlockung großer Blumenflächen und naturalistischer Empfindsamkeit aufgeweicht wurde, und gleichzeitig die englische Tradition des romantischen Landhausgartens angegriffen wurde. Der Garten wurde zu einem Anziehungspunkt für Engländer, die sich für moderne Gartengestaltung interessierten. Die Gärtnerei schloss 2004, seitdem ist der Garten nur noch an wenigen Tagen im Jahr öffentlich zugänglich.
Die meisten Gärten Oudolfs befinden sich in der maritim beeinflussten Klimazone in Westeuropa und den USA. Er hat jedoch auch mediterrane Gärten angelegt, wie einen Garten in Barcelona (2007), wo er vor allem mit Zypressen und Gräsern arbeitete. Noel Kingsbury sieht das als die längst überfällige Einführung moderner Gärten in das Mittelmeergebiet, wo immer noch der „überholte Neoklassizismus“ dominiere.
Feste Installationen nutzen oft runde Wege, wie in Hummelo und Bury Court, runde Wasserflächen, wie in dem 1996 angelegten Thews-Garten in Schleswig-Holstein Bänke (Einköping) oder runde Rabatten, wie in Bad Driburg oder dem neu angelegten Garten in Hummelo.

## Pflanzen
Oudolf verwendet gern hohe Gräser wie Rasen-Schmiele, Pfeifengräser, Herbstkopfgras. Unter den Stauden bevorzugt er Roten Wasserdost, Sonnenhut, Fette Henne, Katzenminze, Kerzenknöterich, Kleinblütiger Fingerhut und Große Sterndolde. Er führte viele Pflanzen der nordamerikanischen Prärie nach Europa ein, insbesondere die Popularität des Sonnenhutes ist auf ihn zurückzuführen. Selbst der lästige Neophyt Goldraute wird von ihm als Gartenpflanze propagiert.
Oudolf pflanzt gewöhnlich 70 % hohe Stauden und Gräser und 30 % niedrige Blütenpflanzen als „Füllpflanzen“.

## Rezeption
In der englischsprachigen Welt wurde Oudolf vor allem durch das Buch Designing with Plants, dessen Text weitgehend von dem britischen Gartenschriftsteller Noel Kingsbury stammt, bekanntgemacht. Der konservative Historiker Robin Lane Fox vergleicht Oudolfs Stil allerdings mit den Randstreifen von Autobahnen und findet ihn nur für Industriebrachen geeignet. Es seien zu wenig Blütenpflanzen vorhanden, und er versäume es, für Schönheit zu sorgen. Das Wall Street Journal nannte ihn den „Rock-Star“ unter den Gartengestaltern.
Für den Gartengestalter Thomas Rainer ist Nostalgie das bestimmende Element im Design der oudolfschen Gärten. John Brookes klassifiziert ihn, zusammen mit Henk Gerritsen, Ton ter Linden, Penelope Hobhouse, Nori und Sandra Pope als „Koloristen“, deren Gärten sich durch Aufmerksamkeit für ökologische Belange und Kombinationen von Pflanzenfarben, „oft bis hin zum Ausschluss aller anderer Pflanzeneigenschaften wie Form, Blattform, Blattstruktur, Frucht und jahreszeitlichen Aspekten“ auszeichnen. Brookes glaubt, dass dieser Stil nicht für England geeignet sei. Er sei vor allem durch Fotografen populär gemacht worden, für den Durchschnittsgärtner aber schwer nachzuahmen.

## Gärten

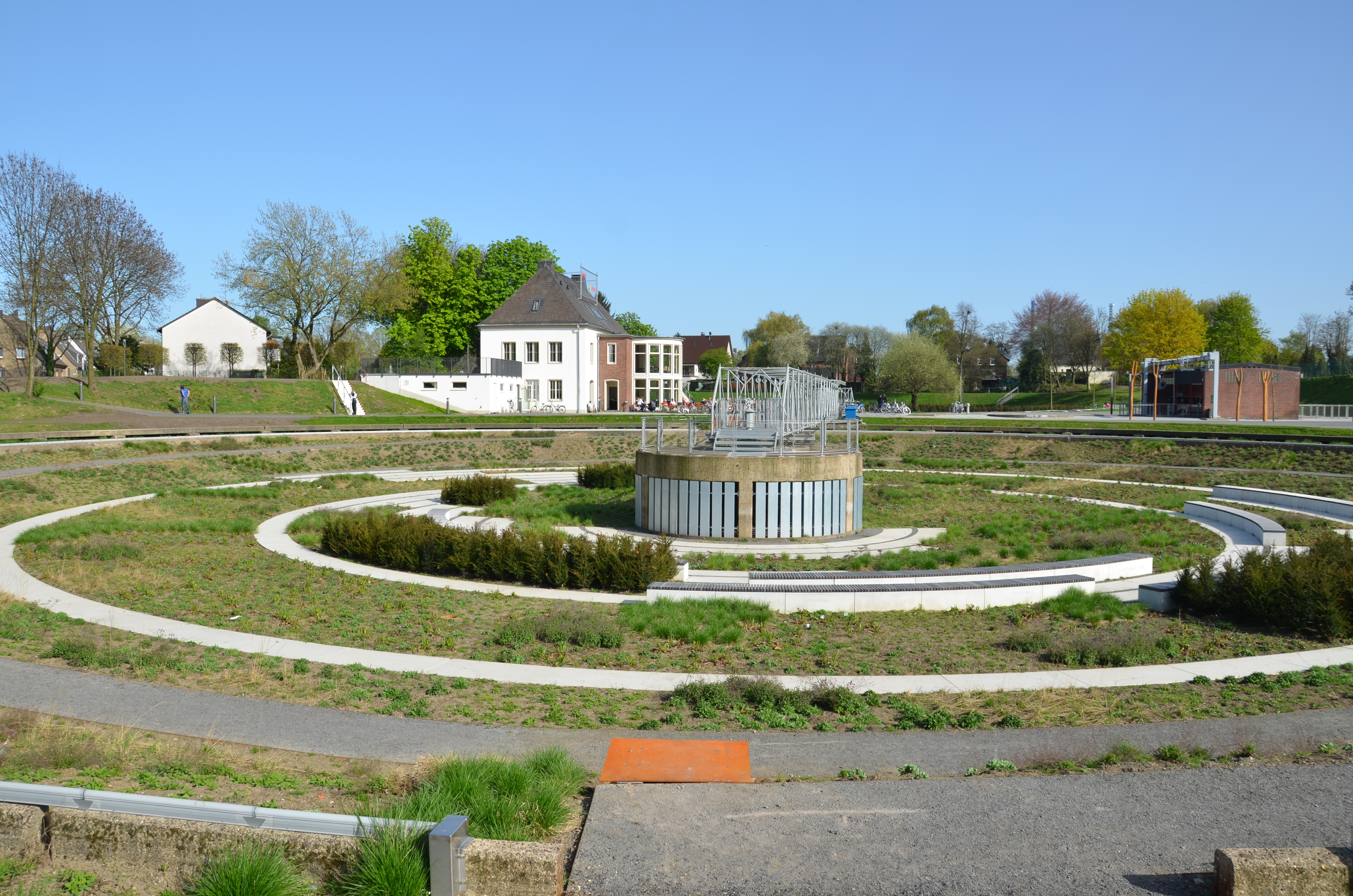
Berne Park in Ebel in Bottrop-Süd auf dem Gelände einer ehemaligen Kläranlage

### Deutschland
- Gräflicher Park Bad Driburg, Bad Driburg
- Stauden- und Gräsergärten im Maximilianpark Hamm
- Der BernePark, Bottrop-Ebel, zusammen mit dem Architekturbüro Davids Terfrüchte und Partner sowie Gross Max[36]

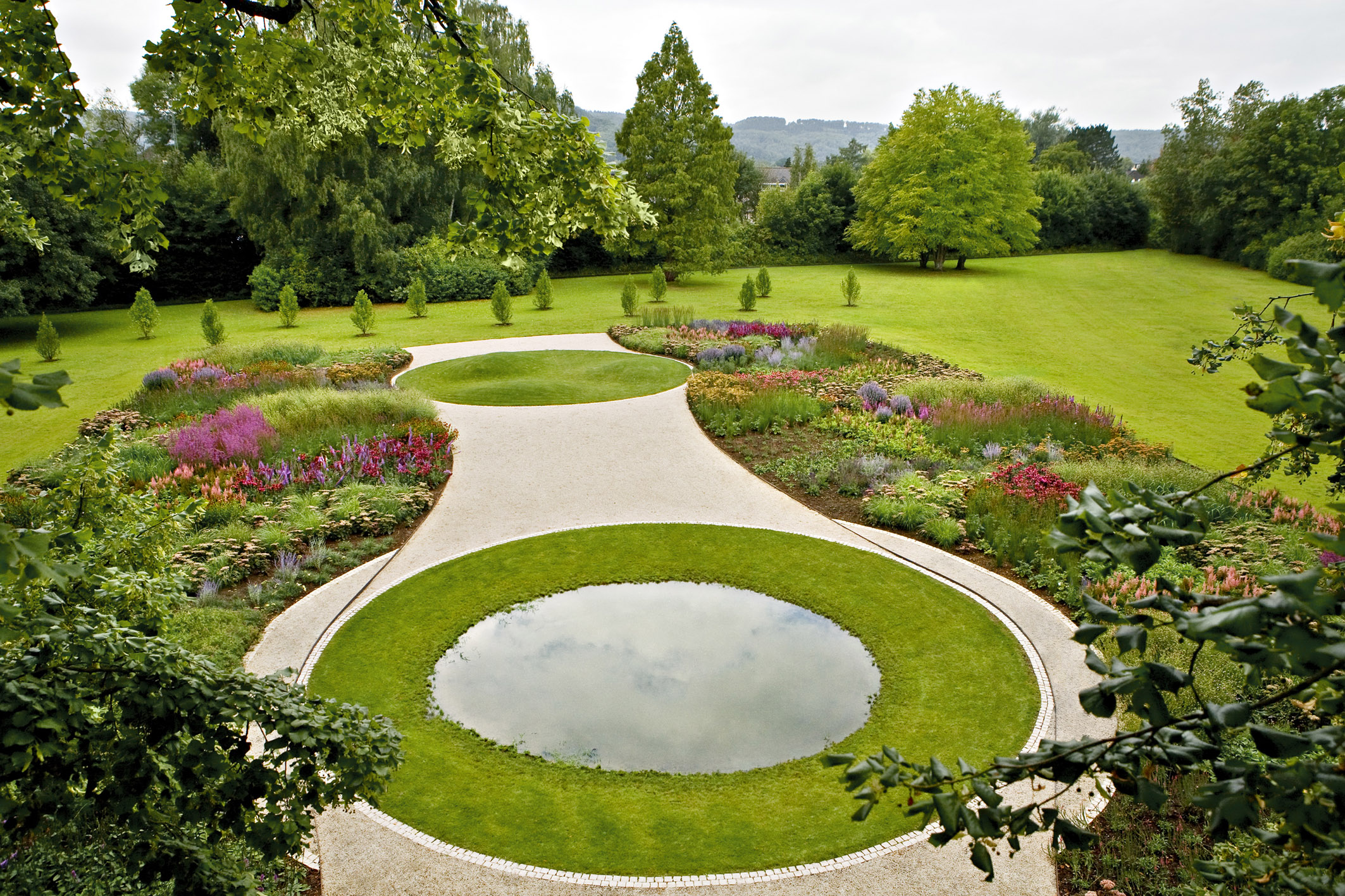
Gräflicher Garten Bad Driburg

- Gartenanlage auf dem Vitra Campus in Weil am Rhein[37]

### Republik Irland
- Country Cork Garden, 5500 m²

### Italien
- Il Giardino delle Vergini, Venedig 2010, 2000 m² zusammen mit Kazuyo Sejima

### Niederlande
- Boon Garten, Oostzaan, 2000, 2500 m²
- Hesmerg Garten, Sneek, 350 m². Der Garten eines Reihenhauses wird durch einen zentralen Streifen mit Buchsbaumquadraten gegliedert. Er besitzt streng geschnittene Hecken, eine rechteckige Rasenfläche und ein Wegesystem aus Ziegelsteinen, was ihm, trotz der reichen Bepflanzung einer langgestreckten Rabatte einen sehr formalen Stil gibt.
- Privatgarten in Hummelo, ab 1982, 10.000 m², konnte bis 2018 als der Schaugarten seiner Gärtnerei besichtigt werden.[38]
- Mahlerplein, Amsterdam
- van-Abe Museum, Eindhoven
- Witteveen Garten, Rotterdam

### Schweden
- Stadtpark in Enköping 1996–2003, 4000 m²
- Perennparken auf Skärholm, Stockholm 2012, 7500 m², mit Stefan Mattson von Svenska Bostäder

### USA
- High Line, New York

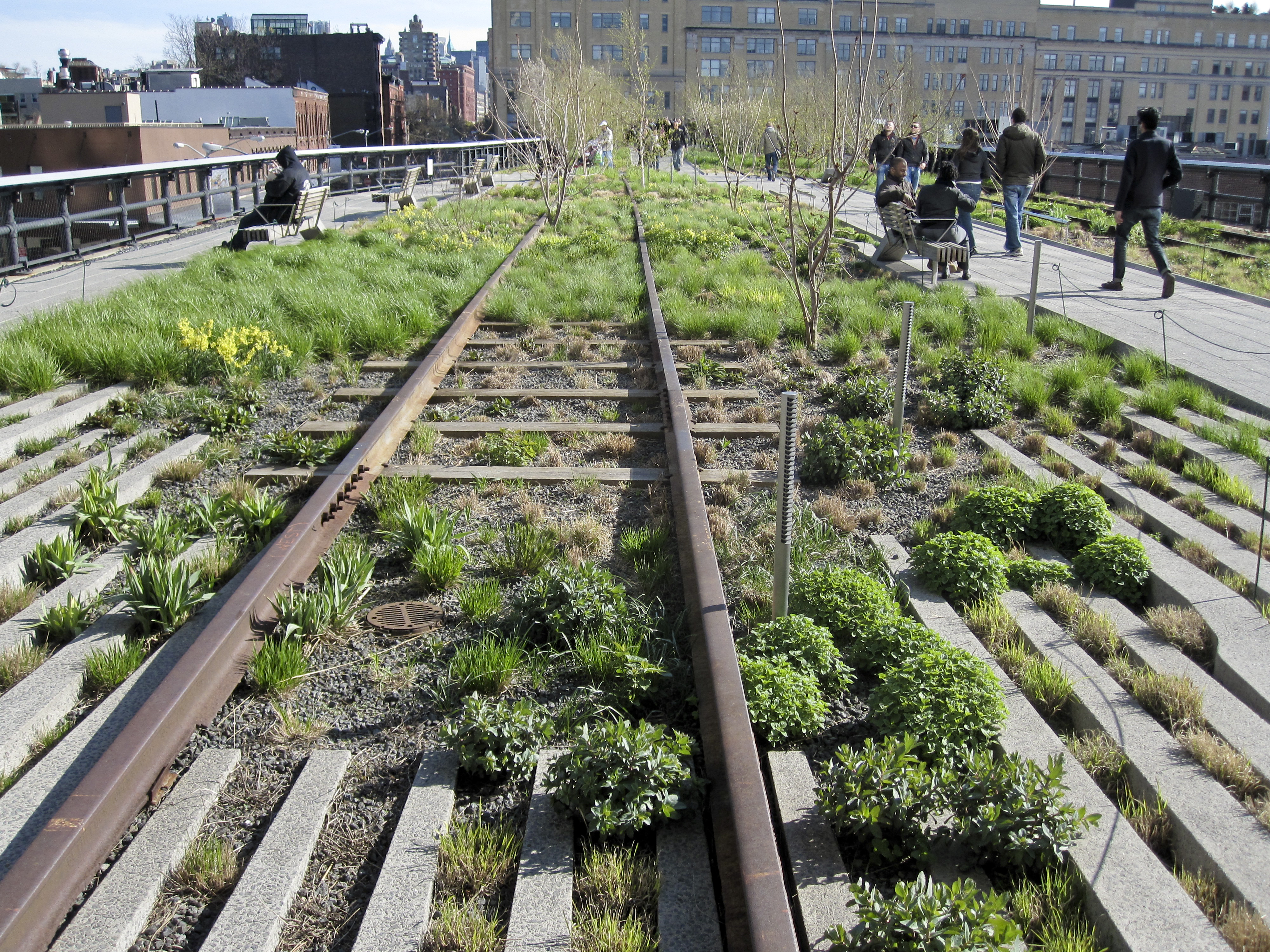
High Line Park, New York

- Garden of remembrance, Battery Park[39]

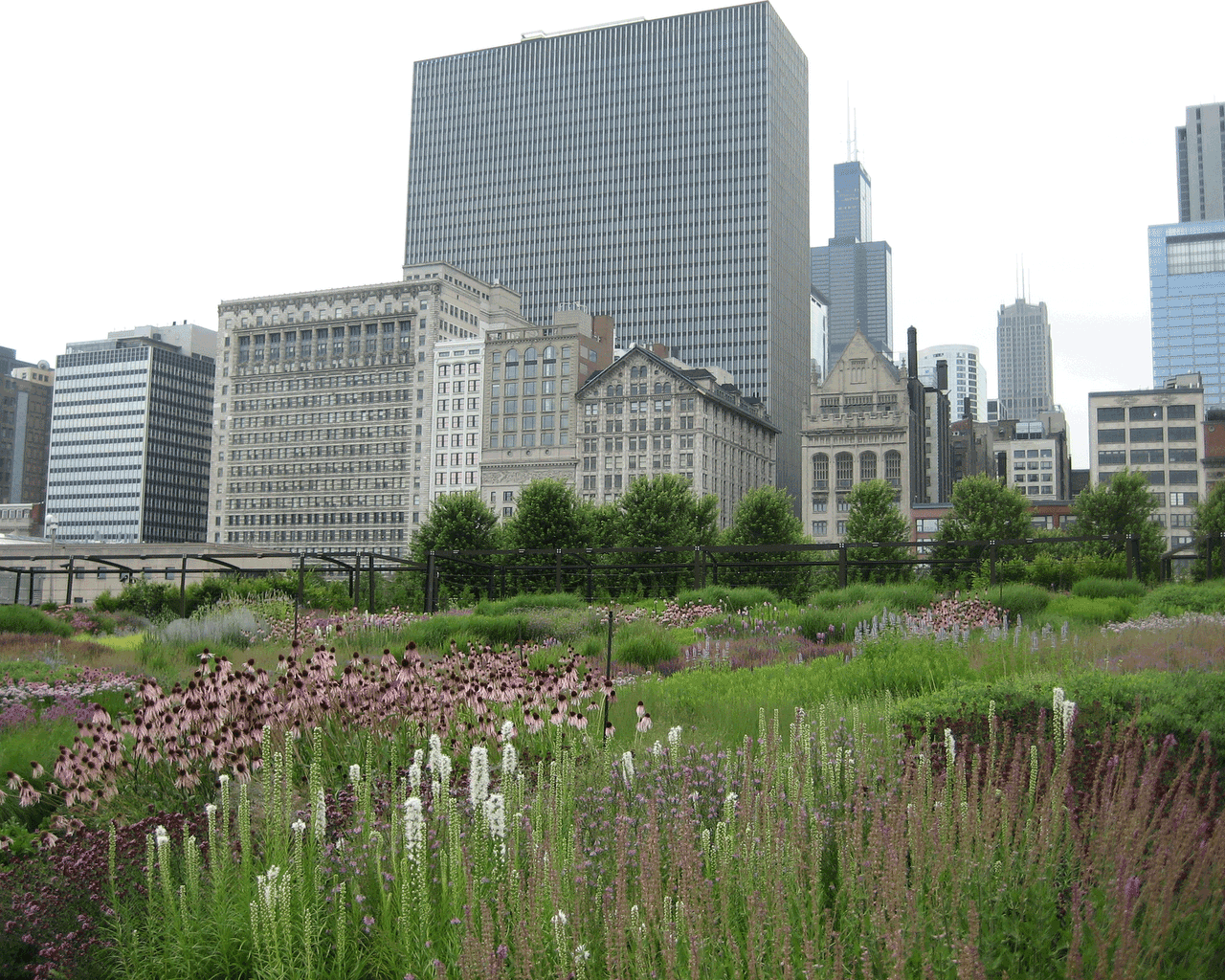
Lurie Gardens, Chicago

- Lurie Gardens, Millennium Park, Chicago, eine Dachterrasse[40]

### Vereinigtes Königreich
- Bury Court, Hampshire 1996–1998
- Scampston Hall, Yorkshire 2004

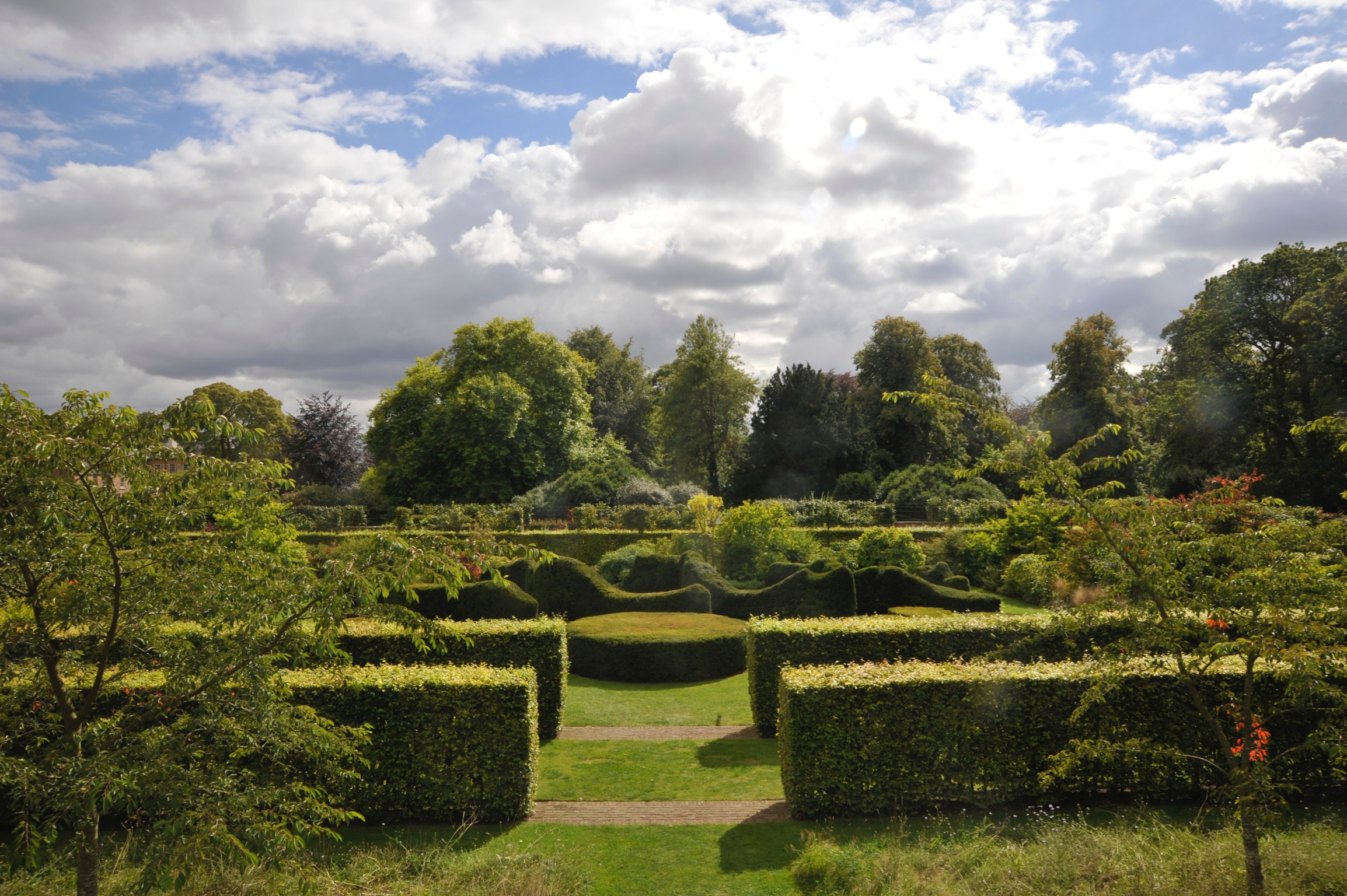
Scampston Garten, Scampston, England

- Millenium Garden in Pensthorpe bei Fakenham, Norfolk[41]
- Potter's Field Park, Southbank zwischen Tower Bridge und City Hall, London 2007
- Queen Elizabeth Olympic Park, London 2012
- RHS Wisley
- Serpentine Gallery, Hyde Park, London 2012

## Werke
- Mit Michael King: Gardening with Grasses. Frances Lincoln, London 1998, ISBN 978-0-88192-411-4 (dt.: Zarte und prachtvolle Gräser, Dumont, Köln 1997, ISBN 978-3-7701-4080-0)
- Mit Noel Kingsbury: Designing with Plants. Timber Press, Portland (OR) 1999 (dt.: Neues Gartendesign mit Stauden und Gräsern. Ulmer, Stuttgart 2007, ISBN 978-3-8001-4935-3).
- Mit Henk Gerritsen: Planting the Natural Garden. Timber Press, Portland (OR) 2003, ISBN 978-1-60469-973-9
- Mit Noel Kingsbury: Planting Design. Gardens in Time and Space. Timber Press, Portland (OR) 2005 (dt.: Pflanzendesign, neue Ideen für Ihren Garten. Ulmer, Stuttgart 2006, ISBN 978-3-8001-5196-7).
- Mit Henk Gerritsen: Dreamplants for the Natural Garden. Frances Lincoln, London 2011, ISBN 978-0-7112-3462-8
- Mit Noel Kingsbury: Landscapes in Landscapes. Thames and Hudson, London 2011, ISBN 978-0-500-28946-4 (dt.: Design trifft Natur: Die modernen Gärten des Piet Oudolf. Ulmer, Stuttgart 2013, ISBN 978-3-8001-7960-2).
- Mit Noel Kingsbury: Hummelo. Monacelli Press, New York 2015, ISBN 978-1-58093-418-3 (dt.: Hummelo. Ulmer, Stuttgart 2016, ISBN 978-3-8001-0833-6)
- Mit Rick Darke: Gardens of the High Line: Elevating the Nature of Modern Landscapes. Timber Press, Portland (OR) 2017, ISBN 978-1-60469-699-8 (dt: The High Line: Die grüne Ader New Yorks. Ulmer, Stuttgart 2018, ISBN 978-3-8186-0362-5)

## Arten
- Salvia verticillata „Purple Rain“

## Auszeichnungen
- Best in Show-Award auf der Chelsea Flower Show 2000, mit Arne Maynard[42]
- Goldene Veitch Memorial Medal der Royal Horticultural Society 2002[43]
- Prins Bernhard Cultuurfonds Prijs 2013[44]
- Erster Horticultural Hero Award der Royal Horticultural Society 2018[45]